# Xanthosoma ulei
Xanthosoma ulei är en kallaväxtart som beskrevs av Adolf Engler. Xanthosoma ulei ingår i släktet Xanthosoma och familjen kallaväxter. Inga underarter finns listade.